# То ли птица, то ли зверь
«То ли птица, то ли зверь» — советский рисованный мультипликационный фильм 1984 года, созданный режиссёром Владимиром Пекарем по мотивам монгольской сказки.

## Сюжет
Начинается с того, что царь всех птиц, гордый и смелый орёл, собрал как-то всех своих подданных и оставил им очень необычную задачу. Всё дело в том, что на протяжении долгой и снежной зимы некогда голубое небо успело поблекнуть, утратив свою чарующую голубизну. Орёл, при помощи своей пернатой братии, решил исправить это положение, и к приходу весны вернуть небесам их прекрасный лазурный цвет. Каждой птице была поставлена задача принести по одному голубому цветку.
Однако летучая мышь отлынивала от этой работы, аргументируя тем, что она и не птицей вовсе является, а самым настоящим зверем. Но и зверям, которым их царь — медведь — поручил растопить лёд на горе, чтобы земля ожила, мышь сказала, что она якобы не зверь. А когда начались праздники у птиц и у зверей, летучая мышь не попала туда, так как не была ни птицей, ни зверем. Поэтому мышь, отрёкшись от всех, стала жить одна в тёмной и тихой пещере.

## Создатели
| Автор сценария             | Владимир Валуцкий                                                                      |
| Кинорежиссёр               | Владимир Пекарь                                                                        |
| Художник-постановщик       | Татьяна Колюшева                                                                       |
| Композитор                 | Эдуард Артемьев                                                                        |
| Кинооператор               | Кабул Расулов                                                                          |
| Звукооператор              | Борис Фильчиков                                                                        |
| Редактор                   | Пётр Фролов                                                                            |
| Рассказчик                 | Наталья Гундарева                                                                      |
| Художники-мультипликаторы: | Антонина Алёшина, Марина Восканьянц, Юрий Батанин, Дмитрий Куликов, Тенно-Пент Соостер |
| Художники:                 | Николай Митрохин, Анна Чистова                                                         |
| Ассистент режиссёра        | Ольга Апанасова                                                                        |
| Монтажёр                   | Елена Белявская                                                                        |
| Директор съёмочной группы  | Лилиана Монахова                                                                       |

- Создатели приведены по титрам мультфильма.